# 대찬인생
《대찬인생》은 대한민국의 TV조선의 예능 프로그램이다.

## 프로그램 소개
인생의 막다른 골목에서 정점까지 파란만장한 삶을 살아온 사람들의 인생 스토리를 들려주는 프로그램이다.

## 방송 시간
- 2013년 1월 4일 ~ 2014년 4월 4일 : 매주 금요일 밤 11시 10분
- 2014년 5월 6일 ~ 2015년 5월 26일 : 매주 화요일 밤 11시 00분

## 역대 진행자
- 1대 박미선, 지석진 (2013년 1월 4일 ~ 2013년 1월 11일)
- 2대 박미선 (2013년 1월 18일 ~ 2014년 4월 6일)
- 3대 박미선, 김현욱 (2014년 5월 6일 ~ 2014년 8월 19일)
- 4대 김승현, 안선영 (2014년 9월 16일 ~ 2014년 11월 4일)
- 5대 박종진, 안선영 (2014년 11월 25일 ~ 2015년 5월 26일)